# 马克西姆·高尔基炮台
马克西姆·高尔基1号炮台和马克西姆·高尔基2号炮台，是苏联在第二次世界大战克里米亞戰役期间使用过的两座海岸炮台。进攻苏军要塞的德军部队用马克西姆·高尔基的名字给两座炮台取名为“高尔基1号和2号炮台”。

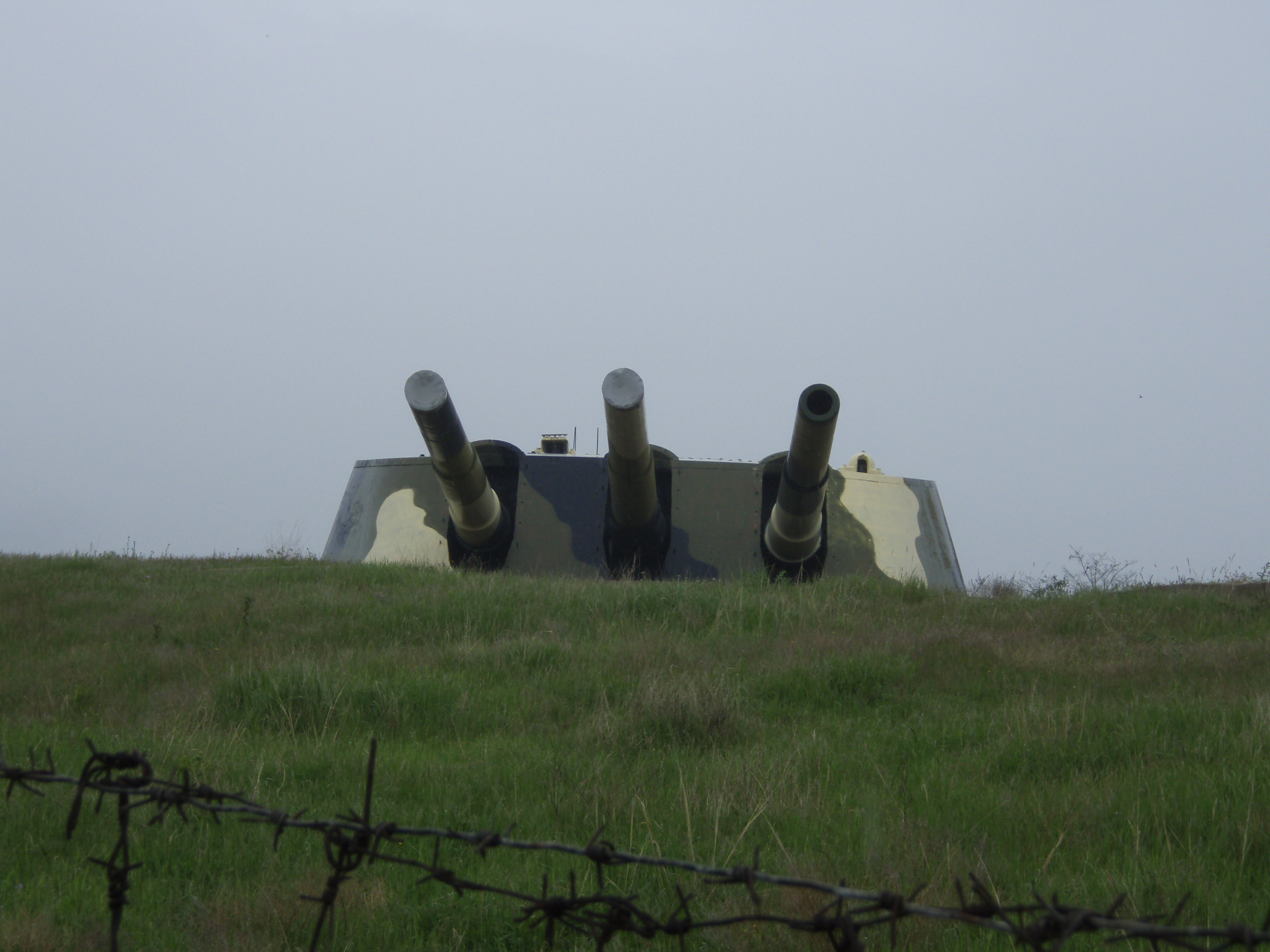
马克西姆·高尔基1号炮台

战后，苏方将伏龙芝号战列舰上的两座305毫米炮塔卸下，安裝在马克西姆·高尔基1号炮台，该炮台火炮数量因此从4门增加至6门，并加强装甲防护，还加装了新型火控系统。该炮台一直服役至1997年，之后封存，该炮台最后一次开火是在1968年，在电影《燃烧的火海》（Море в огне，1972年）拍摄期间。

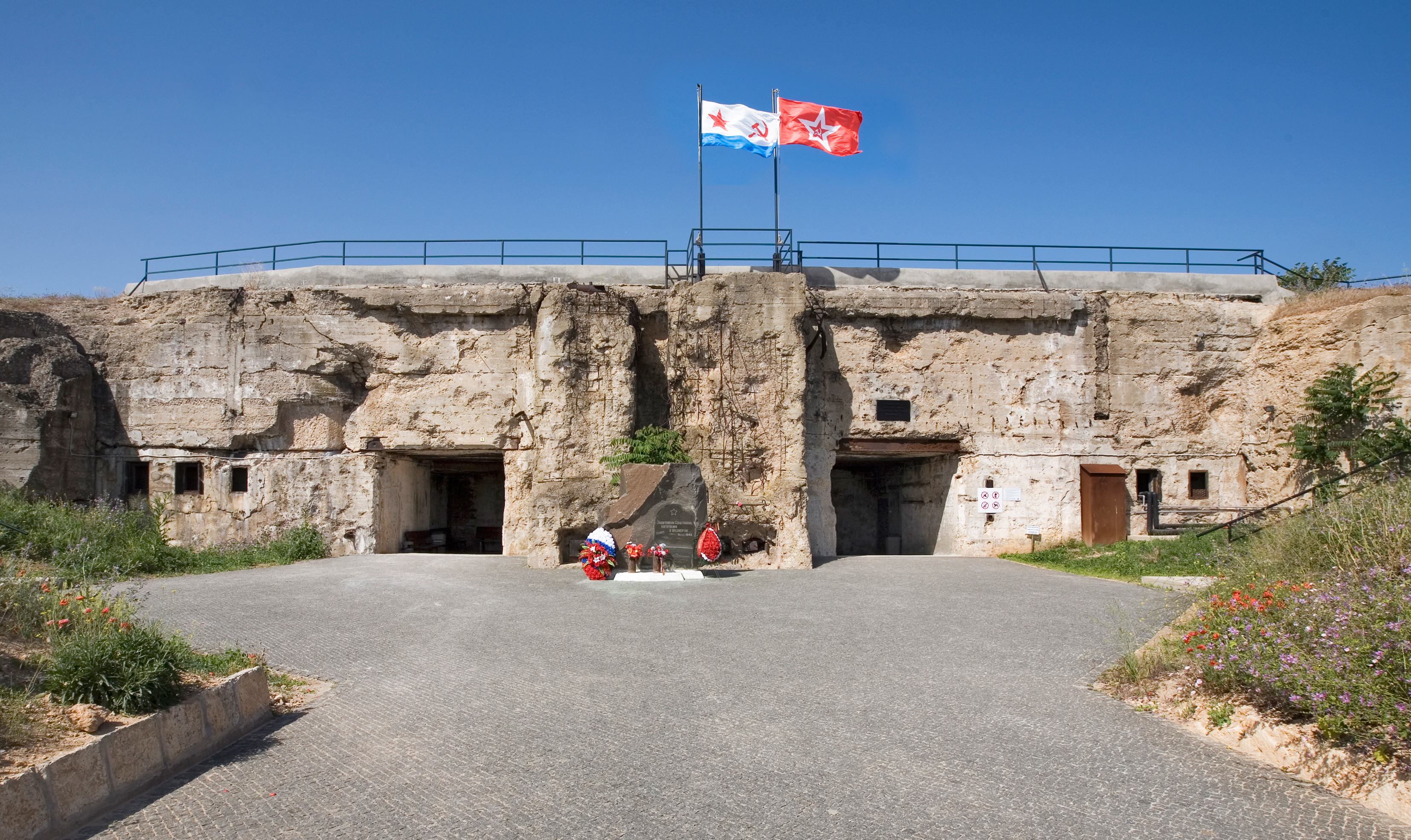
马克西姆·高尔基2号炮台入口

高尔基2号炮台没能得到完全修复。1980和1990年代，有人又对该炮台造成进一步破坏。2007年，为纪念要塞守军，该炮台被纳入博物馆建筑群，资金来自慈善渠道，主要捐助者是俄罗斯商人阿列克谢·恰雷。